# Curcuma nankunshanensis
Curcuma nankunshanensis är en enhjärtbladig växtart som beskrevs av N.Liu, X.B.Ye och Juan Chen. Curcuma nankunshanensis ingår i släktet Curcuma och familjen Zingiberaceae. Inga underarter finns listade i Catalogue of Life.